# Cristina Brasil
Cristina Brasil (Porto Alegre, 19 de março de 1961) é uma ex-modelo e apresentadora de televisão brasileira.

## Biografia
No fim dos anos 70, foi, ao lado de Silvia Pfeifer, uma das primeiras modelos brasileiras a desfilar fora do Brasil, para grifes como Chanel e Paco Rabanne. Formada em Arquitetura, desde de 1996 Cristina vem atuando como decoradora e já teve seu trabalho exposto nas Mostras Artefacto, do Rio de Janeiro e de São Paulo e também já expôs seu trabalho no "Casa Cor" no Rio de Janeiro. Atualmente vive no Rio de Janeiro e foi por três anos, ao lado de Chris Nicklas, apresentadora de televisão no programa "+D", do canal GNT/Globosat.
Hoje, Cristina Brasil apresenta o programa "Decora Brasil" no canal GNT onde ensina que é possível decorar o interior de uma casa utilizando materiais de fácil e valores acessíveis, transformando-os em ambientes aconchegantes e belos.